# Nothobranchius melanospilus
Nothobranchius melanospilus is een straalvinnige vissensoort uit de familie van de killivisjes (Nothobranchiidae). De wetenschappelijke naam van de soort is voor het eerst geldig gepubliceerd in 1896 door Pfeffer.